# Георги Багажев
Георги Ангелов Багажев е български просветен деец и революционер.

## Биография
Георги Багажев е роден през 1860 година в горноджумайското село Падеш, тогава в Османската империя. Още като млад се занимава с революционна дейност и в 1876 година и при сблъсък с османците му е отсечена едната ръка. Завършва Дупнишкото третокласно училище и Кюстендилското педагогическо училище. Връща е в Горна Джумая и става учител. През 80-те години е заподозрян от властите в революционна дейност, арестуван и затворен в Беяс куле в Солун, откъдето е заточен в Адана и Диарбекир. Успява да избяга с помощта на францискански монаси, които го преобличат като монах. Стига до Цариград и оттам със съдействието на руския консул с параход пристига във Варна, Свободна Блгария. Учителства в Добруджа и Варненско. Във Варна Георги Бегажев взима активно участие при създаването на Морската градина от Антон Новак. В едно от варненските училища създава учебна градина, която е образец в „Наставления за уредбата и гледането на училищните градини при основните и трикласните училища“, 1896, на Министерството на народното просвещение. Умира в 1940 година. Баща е на видния журналист Александър Бегажев.
- Свидетелство на Багажев от Дупнишкото училище
- Свидетелство на Багажев от Кюстендилското училище
- Георги и жена му Жейна Багажева (1864 – 1947) от Жеравна
- Създаване на Морската градина във Варна. Георги Багажев е в средата, с калпака